# 마리아피아 코트바우어
마리아 피아 루도비카 울리카 엘리자베스 파샬린 카타리나 이그나치아 루시아 요하나 요하나 요하네나 코트바우어(Maria-Pia Ludovika Ulrika Elisabeth Paschaline Katharina Ignazia Lucia Johanna Josefa Kothbauer, Princess of Liechtenstein, 1960년 8월 6일 ~ )는 오스트리아와 체코의 대사이자 전권 대사이다. 그녀는 또한 유럽 및 유엔 주재 리히텐슈타인 안보협력기구의 상임대표를 맡고 있다.

## 같이 보기
- 리히텐슈타인 후자 니콜라우스